# M. Scott Peck
Morgan Scott Peck (* 22. Mai 1936 in New York City; † 25. September 2005 in Connecticut) war ein US-amerikanischer Psychiater, Psychotherapeut, Schriftsteller und Bestsellerautor.

## Leben
Peck war der jüngere zweier Söhne des Anwalts und Richters David Warner Peck und seiner Frau Elizabeth Saville. Seine Eltern, die Quäker waren, schickten ihn zuerst an die Phillips Exeter Academy zur Schule, wo er jedoch unglücklich war. Nach psychologischer Beratung konnte er an die Quäkerschule, The Friends Seminary bei Greenwich Village wechseln.
Peck studierte soziale Beziehungen an der Harvard University, wo er 1958 seinen Bachelor erhielt. Ab 1958 studierte an der Columbia University in New York City Medizin, und 1963 wurde er an der „Case Western Reserve University School of Medicine“ promoviert. 1963 bis 1972 war er zunächst als Psychologe bei der US Army, anschließend war er als Psychiater selbstständig. 1978 veröffentlichte er sein erstes Buch The Road Less Traveled (deutsch: „Der weniger begangene Weg“, veröffentlicht als Der wunderbare Weg, 1986), das ein Welterfolg wurde. Das Buch wurde allein in Nordamerika sechs Millionen Mal verkauft, in 20 Sprachen übersetzt und erschien 258 mal in der Bestseller-Liste der New York Times.
Peck litt im Alter an einer Parkinsonkrankheit und starb an Bauchspeicheldrüsen- und Leberkrebs in seinem Haus in Connecticut.

## Privates
In der Quäkerschule The Friends studierte Peck Zen und wurde Buddhist. 1980 ließ sich Peck durch einen methodistischen Pastor in einem episkopalen Konvent taufen, wo er oft für Retraiten weilte.
Peck war zweimal verheiratet. Mit seiner ersten Frau Lily Ho hatte er drei Kinder. 2004 heiratete er Kathleen Kline Yates Peck.

## Ehrungen
1984 wurde Peck mit dem „Kaleidoscope Award for Peacemaking“ ausgezeichnet, 1994 mit dem „Temple International Peace Prize“ und 1996 mit der „The Learning, Faith and Freedom Medal“ der Georgetown University in Washington, D.C.

## Archiv
Der Nachlass von Peck, seine Korrespondenz, seine Publikationen und seine Auszeichnungen, wird im DuPlessis-Zentrum des Fuller Theological Seminary im kalifornischen Pasadena aufbewahrt.

## Schriften (Auswahl)
- The Road less traveled. Simon & Schuster, New York 1978. (Neuauflage: Random House, 1990, ISBN 0-09-972740-4.)
- People of the Lie - The Hope for Healing Human Evil. Simon & Schuster, New York 1983.
- What return can I make? Dimensions of the Christian experience. Simon & Schuster, New York 1985. (Neuauflage mit neuem Titel: Gifts for the Journey - Treasures of the Christian Life. Harper, 1995, ISBN 0-671-52502-6.)
- The Different Drum - Community Making and Peace. Simon & Schuster, New York 1987, ISBN 0-671-66833-1.
- Further Along The Road Less Travelled. Simon & Schuster, New York 1988, ISBN 1-84739-863-4.
- The Friendly Snowflake - A Fable of Faith, Love, and Family. Turner, Atlanta 1992.
- A Bed by the Window - A Novel of Mystery and Redemption. Bantam, New York 1990, ISBN 1-86359-035-8.
- A World Waiting to be Born. Bantam, New York 1993, ISBN 0-553-37317-X.
- All-American Boy - A Memoir. 1995, ISBN 0-02-595362-1.
- In Search of Stones - A Pilgrimage of Faith, Reason, and Discovery. Hyperion, New York 1995.
- Denial of the Soul. Harmony, New York 1997.
- In Heaven as on Earth: A Vision for the Afterlife. Simon & Schuster, GB 1997.
- Golf and the Spirit - Lessons for the Journey. 1999, ISBN 0-517-70883-3.
- The Love You Deserve. 2002, ISBN 0-9659976-7-7.
- Glimpses of the Devil - A Psychiatrist's Personal Accounts of Possession, Exorcism, and Redemption. Free Press, 2005.

### Deutsche Übersetzungen
- Die Lügner - eine Psychologie des Bösen und Hoffnung auf Heilung. Claudius, München 1990, ISBN 3-532-62101-0.
- Der wunderbare Weg - Eine neue spirituelle Psychologie. Goldmann, 2005, ISBN 3-442-21666-4.
- Gemeinschaftsbildung - Der Weg zu authentischer Gemeinschaft. Eurotopia, 2007. (3. Auflage. 2014, ISBN 978-3-9816860-2-9.)

## Werk Gemeinschaftsbildung
Nach seinem 1978 veröffentlichten Erstlingswerk The Road Less Traveled folgten weitere Bücher wie People of the Lie: The Hope For Healing Human Evil, Meditations From the Road und Further Along the Road Less Traveled. Eine weitere wichtige Veröffentlichung ist das Buch The different drum, erschienen 2007 in deutscher Sprache.
Im Buch The Different Drum: Community Making and Peace (1988; deutsch: Gemeinschaftsbildung: Der Weg zu authentischer Gemeinschaft, 2007) beschreibt er vier Entwicklungsphasen, durch die jede Gruppe gehen muss, wenn sie arbeitsfähig werden will: Pseudogemeinschaft, Chaos, Leere und Authentizität. Mit diesem Buch legte Peck die theoretische Grundlage für seine gemeinschaftsbildende Arbeit. Mit der Gründung der Stiftung „FCE - Foundation for Community Encouragment“ 1984 versuchte er seine Erkenntnisse praktisch umzusetzen. Dabei wurde vor allem auf die Umsetzung in Unternehmen gesetzt. Der Ansatz erfreute sich in dieser Zeit hoher Beliebtheit. Heute wird er in Unternehmen nicht mehr angewendet, findet jedoch bei Lebensgemeinschaften Interesse. So ist der „WIR-Prozess“ die „momentane gemeinschaftsbildende Methode“ in der ökologischen Lebensgemeinschaft Tempelhof. Viele Stellen des auf christlicher Grundlage stehenden und von anderen Religionen inspirierten Werkes gelten als esoterisch. Erzählungen und Beispiele stammen – neben eigener Erfahrung – oft aus diesen Bereichen. Peck wendet sich jedoch ausdrücklich genauso an Atheisten.